# Jean Madeira
Jean Madeira, domu Browning (ur. 14 listopada 1918 w Centralii w stanie Illinois, zm. 10 lipca 1972 w Providence w stanie Rhode Island) – amerykańska śpiewaczka operowa, sopran.

## Życiorys
W dzieciństwie uczyła się gry na fortepianie, w wieku 12 lat wystąpiła jako solistka z St. Louis Symphony Orchestra. Następnie podjęła studia wokalne w Saint Louis i Juilliard School w Nowym Jorku. Zadebiutowała w 1943 roku w Chautauqua jako Nancy w operze Martha Friedricha von Flotowa. W 1948 roku wystąpiła jako Pierwsza Norna w Zmierzchu bogów w nowojorskiej Metropolitan Opera, gdzie potem występowała w drobnych rolach. Jej pierwszą większą rolą była partia tytułowa w Carmen, zaśpiewana podczas występów w Wiedniu, Monachium i Aix-en-Provence w 1955 roku, w tym samym roku śpiewała też partię Erdy w Złocie Renu w Covent Garden Theatre w Londynie. W 1956 roku powtórzyła rolę Carmen w Metropolitan Opera. Do jej późniejszych głośnych ról należały Dalila w Samsonie i Dalili, Klitemnestra w Elektrze, Ulryka w Balu maskowym, Azucena w Trubadurze, Hrabina w Damie pikowej, Herodiada w Salome, Orlovsky w Zemście nietoperza. 
W 1957 roku poślubiła dyrygenta i pianistę Francisa Madeirę.